# Chiesa di San Giorgio (Dorio)
La chiesa di San Giorgio è la chiesa parrocchiale situata a Dorio, in provincia di Lecco.
La parrocchia è parte della Comunità Pastorale San Carlo Borromeo in Alto Lario nel decanato Alto Lario dell'arcidiocesi di Milano.

## Storia
La chiesa parrocchiale fino al 1677 era la chiesa di San Giorgio della pieve di Dervio in località Mondonico.
L'edificio attuale, risalente al 1859, fu costruito in sostituzione di un precedente oratorio, dedicato alla Madonna Immacolata.
(Carlo Andreani)

## Chiese sussidiarie
- Chiesa di San Giorgio
- Chiesa di San Rocco
- Chiesa di Santa Maria Regina dei Monti